# Juegos Suramericanos de 1998
Los VI Juegos Suramericanos (portugués: Jogos Sul-Americanos) es una competencia polideportiva que se llevó a cabo desde el 21 de octubre al 31 de octubre de 1998 en Cuenca, Ecuador, con algunos eventos en las ciudades de Gualaceo, Paute, Guayaquil, Salinas y Quito.
La Llama olímpica pasó por Tiahuanaco en Bolivia, Guayaquil en Ecuador y llegó a la ceremonia de inauguración de Cuenca.
La sede de los juegos de 1998 se disputó entre la ciudad boliviana de La Paz, la ciudad colombiana de Cali, la ciudad andina ecuatoriana de Cuenca y extraoficialmente se consideró la ciudad uruguaya de Montevideo. Siendo el último magno evento deportivo suramericano de la década de los 90, del siglo XX y del II milenio.

## Equipos participantes
En esta edición de los juegos participó por primera vez Guyana con su delegación deportiva, y no participó las Antillas Neerlandesas. En total participaron nuevamente 14 naciones.

## Deportes
Para esta oportunidad se registró un incremento de las disciplinas deportivas llegando a un total de 24 modalidades aunque el número de atletas disminuyó a 1525 atletas (74 atletas menos que en la quinta edición de los juegos).
Se estrenaron las modalidades de Futsal, Golf, Triatlón, retorno los deportes de Arquería, Básquetbol, Patinaje, Remo y Velerismo y no se realizaron el Béisbol, Fútbol, Softbol. 
| - Arquería - Atletismo - Baloncesto - Bolos - Boxeo - Canotaje | - Ciclismo - Esgrima - Futsal - Gimnasia - Golf - Levantamiento de Pesas | - Judo - Karate - Lucha - Natación - Patinaje - Remo | - Taekwondo - Tenis de mesa - Tenis - Tiro olímpico - Triatlón - Vela |

## Medallero
En esta edición se entregó una cantidad récord de medallas hasta el momento, siendo otorgadas 1.155 medallas. Argentina nuevamente conquistó el primer lugar con mayor número de medallas, mientras que Colombia se ubicó en segunda posición. Ecuador a pesar de ser el país sede ocupó el quinto lugar en la clasificación. 
La tabla se encuentra ordenada por la cantidad de medallas de oro, plata y bronce.
Si dos o más países igualan en medallas, aparecen en orden alfabético.
Fuente: Organización Deportiva Suramericana (ODESUR). País anfitrión en negrilla.
| Núm.  | País      | Oro | Plata | Bronce | Total | Orden por Total |
| ----- | --------- | --- | ----- | ------ | ----- | --------------- |
| 1     | Argentina | 101 | 60    | 74     | 235   | 1               |
| 2     | Colombia  | 74  | 51    | 54     | 179   | 2               |
| 3     | Brasil    | 50  | 59    | 44     | 153   | 3               |
| 4     | Venezuela | 50  | 47    | 29     | 126   | 6               |
| 5     | Ecuador   | 33  | 46    | 70     | 149   | 4               |
| 6     | Chile     | 29  | 54    | 46     | 129   | 5               |
| 7     | Perú      | 9   | 23    | 38     | 70    | 7               |
| 8     | Surinam   | 4   | 0     | 3      | 7     | 11              |
| 9     | Bolivia   | 2   | 7     | 18     | 27    | 8               |
| 10    | Uruguay   | 2   | 7     | 17     | 26    | 9               |
| 11    | Panamá    | 2   | 2     | 2      | 6     | 10              |
| 12    | Paraguay  | 1   | 1     | 4      | 6     | 10              |
| 13    | Aruba     | 0   | 0     | 2      | 2     | 12              |
| 14    | Guyana    | 0   | 0     | 0      | 0     | 13              |
| TOTAL | TOTAL     | 357 | 357   | 401    | 1115  |                 |

| Predecesor: Valencia 1994 | Juegos Suramericanos Cuenca 1998 | Sucesor: Río de Janeiro, São Paulo, Curitiba y Belém 2002 |